# Mesolepis
Mesolepis es un género extinto de peces actinopterigios prehistóricos. Fue descrito por Young en 1866.
Vivió en el Reino Unido.